# 추기영
추기영(秋奇泳, 1977년 3월 4일~)은 대한민국의 전직 육상 선수로 주 종목은 창던지기이다. 1996년 하계 올림픽에 대한민국 국가대표로 참가하였다.